# 京都府の観光地

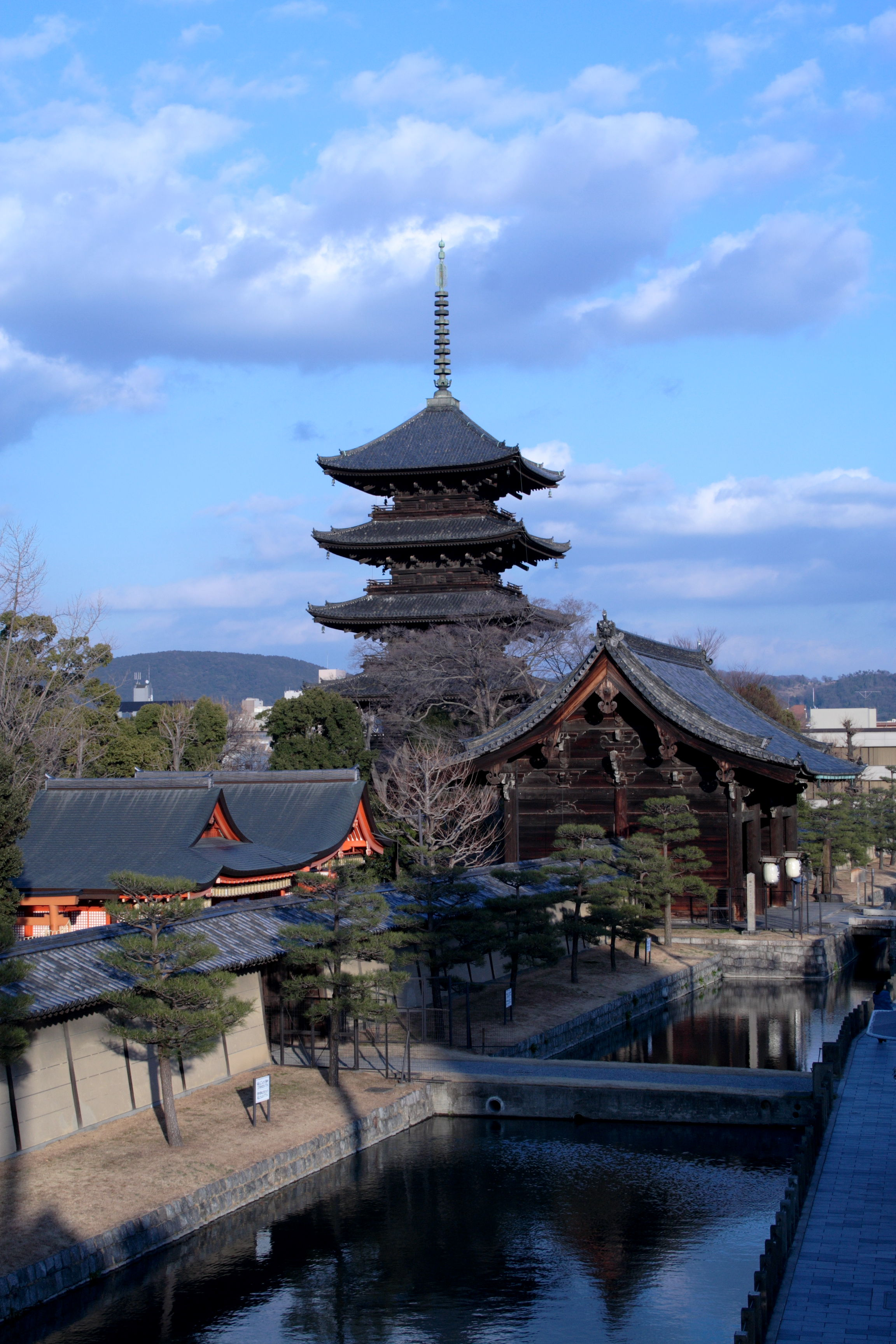
東寺

京都府の観光地（きょうとふのかんこうち）は、京都府内の主要な観光地等に関する項目である。

## 観光統計

### 市町村別観光入込客数・消費額
2016年（平成28年）の観光入込客数および観光消費額。
| 順位 | 市町村名   | 地域   | 入込客数（人） | 消費額（千円） |
| ---- | ---------- | ------ | -------------- | -------------- |
| 1    | 京都市     | 京都市 | 55,222,000     | 1,086,159,000  |
| 2    | 宇治市     | 山城   | 5,587,147      | 10,790,197     |
| 3    | 宮津市     | 丹後   | 2,908,700      | 9,396,381      |
| 4    | 京丹波町   | 南丹   | 2,847,299      | 3,202,146      |
| 5    | 亀岡市     | 南丹   | 2,799,860      | 7,420,680      |
| 6    | 南丹市     | 南丹   | 2,661,484      | 2,938,263      |
| 7    | 舞鶴市     | 中丹   | 2,400,148      | 4,061,966      |
| 8    | 京丹後市   | 丹後   | 2,195,630      | 6,834,010      |
| 9    | 八幡市     | 山城   | 2,065,319      | 631,183        |
| 10   | 長岡京市   | 乙訓   | 1,279,323      | 575,993        |
| 11   | 城陽市     | 山城   | 1,008,490      | 1,848,201      |
| 12   | 木津川市   | 山城   | 987,024        | 2,255,234      |
| 13   | 福知山市   | 中丹   | 922,951        | 2,095,285      |
| 14   | 綾部市     | 中丹   | 682,817        | 749,583        |
| 15   | 与謝野町   | 丹後   | 667,707        | 635,025        |
| 16   | 精華町     | 山城   | 626,260        | 230,963        |
| 17   | 大山崎町   | 乙訓   | 512,649        | 134,536        |
| 18   | 井手町     | 山城   | 371,561        | 112,105        |
| 19   | 向日市     | 乙訓   | 366,430        | 106,390        |
| 20   | 伊根町     | 丹後   | 275,903        | 1,105,771      |
| 21   | 南山城村   | 山城   | 262,323        | 1,579,047      |
| 22   | 笠置町     | 山城   | 261,498        | 855,416        |
| 23   | 京田辺市   | 山城   | 210,284        | 671,903        |
| 24   | 宇治田原町 | 山城   | 136,434        | 122,091        |
| 25   | 和束町     | 山城   | 94,463         | 152,238        |
| 26   | 久御山町   | 山城   | 57,497         | 5,091          |
| 計   | 計         | 計     | 87,411,201     | 1,144,668,698  |

※順位は観光客数。

### 観光地入込客数

#### 京都市内
2016年の訪問地の上位10地点（日本人）。
| 順位 | 訪問地                       | 区名                 | 訪問率（%） |
| ---- | ---------------------------- | -------------------- | ----------- |
| 1    | 京都駅周辺                   | 下京区・南区         | 51.7        |
| 2    | 清水・祇園周辺               | 東山区               | 51.3        |
| 3    | 河原町三条・四条周辺         | 下京区・中京区       | 28.8        |
| 4    | 嵯峨嵐山周辺                 | 右京区・西京区       | 26.8        |
| 5    | 岡崎・蹴上周辺               | 左京区・東山区       | 20.7        |
| 6    | きぬかけの路周辺             | 上京区・北区・右京区 | 16.6        |
| 7    | 伏見周辺                     | 伏見区               | 15.3        |
| 8    | 東山七条周辺                 | 東山区               | 14.6        |
| 9    | 銀閣寺・哲学の道・百万遍周辺 | 左京区               | 12.5        |
| 10   | 二条城・壬生周辺             | 中京区               | 10.9        |

2019年の訪問地の上位10地点（外国人）。
| 順位 | 訪問地         | 訪問率（%） |
| ---- | -------------- | ----------- |
| 1    | 清水寺         | 66.6%       |
| 2    | 二条城         | 57.3%       |
| 3    | 伏見稲荷大社   | 52.1%       |
| 4    | 金閣寺         | 46.8%       |
| 5    | ギオンコーナー | 30.0%       |
| 6    | 嵐山・嵯峨野   | 29.7%       |
| 7    | 祇園           | 29.2%       |
| 8    | 八坂神社       | 27.0%       |
| 9    | 京都御所       | 22.7%       |
| 10   | 銀閣寺         | 21.9%       |

#### 京都市外
2013年の観光入込客数の上位10地点。
| 順位 | 観光地点                         | 市町村名 | 地域 | 入込客数（人） | 前年比（%） |
| ---- | -------------------------------- | -------- | ---- | -------------- | ----------- |
| 1    | 天橋立                           | 宮津市   | 丹後 | 1,781,900      | +10.8       |
| 2    | 山城総合運動公園「太陽が丘」     | 宇治市   | 山城 | 1,304,090      | +9.3        |
| 3    | 石清水八幡宮                     | 八幡市   | 山城 | 1,100,000      | +4.8        |
| 4    | トロッコ列車                     | 亀岡市   | 南丹 | 1,060,495      | +14.7       |
| 5    | 道の駅「和」                     | 京丹波町 | 南丹 | 875,009        | +9.4        |
| 6    | 道の駅「舞鶴港とれとれセンター」 | 舞鶴市   | 中丹 | 776,380        | -1.7        |
| 7    | 長岡天満宮                       | 長岡京市 | 乙訓 | 694,000        | +8.9        |
| 8    | 府立丹波自然運動公園             | 京丹波町 | 南丹 | 554,874        | +1.1        |
| 9    | けいはんな記念公園               | 精華町   | 山城 | 534,440        | -12.4       |
| 10   | スプリングスひよし               | 南丹市   | 南丹 | 411,991        | +18.3       |

## 対象別

### 文化財等

#### 世界遺産
古都京都の文化財
- 賀茂別雷神社（上賀茂神社）（京都市北区）
- 賀茂御祖神社（下鴨神社）（京都市左京区）
- 教王護国寺（東寺）（京都市南区）
- 清水寺（京都市東山区）
  - 現在は別法人となっている鎮守の地主神社も世界遺産に含まれている。
- 醍醐寺（京都市伏見区）
- 仁和寺（京都市右京区）
- 平等院（宇治市）
- 宇治上神社（宇治市）
- 高山寺（京都市右京区）
- 西芳寺（苔寺）（京都市西京区）
- 天龍寺（京都市右京区）
- 鹿苑寺（金閣寺）（京都市北区）
- 慈照寺（銀閣寺）（京都市左京区）
- 龍安寺（京都市右京区）
- 龍谷山本願寺（西本願寺）（京都市下京区）
- 二条城（元離宮二条城）（京都市中京区）

※「古都京都の文化財」には延暦寺（住所は滋賀県大津市）も含まれる。
- 清水寺
- 平等院
- 天龍寺
- 龍安寺
- 二条城

#### 国宝建築
寺院建築
- 西本願寺 – 書院、黒書院及び伝廊、飛雲閣、唐門、北能舞台、御影堂、阿弥陀堂
- 南禅寺 - 方丈
- 東福寺 - 三門
  - 龍吟庵 – 方丈
- 東寺 – 金堂、五重塔、大師堂、蓮花門
  - 観智院 - 客殿
- 知恩院 - 御影堂、三門
- 大報恩寺千本釈迦堂 – 本堂
- 大徳寺 - 唐門、方丈及び玄関
  - 大仙院 – 方丈
  - 龍光院 - 書院
- 醍醐寺 – 薬師堂、清滝宮拝殿、五重塔、金堂
  - 三宝院 – 表書院、唐門
- 慈照寺（銀閣寺） - 銀閣、東求堂
- 清水寺 – 本堂
- 高山寺 – 石水院
- 広隆寺 - 桂宮院本堂
- 妙法院 – 庫裏
  - 三十三間堂 - 本堂
- 法界寺 – 阿弥陀堂
- 仁和寺 - 金堂
- 平等院 - 鳳凰堂（中堂、北翼廊、南翼廊、尾廊）
- 浄瑠璃寺 - 本堂、三重塔
- 海住山寺 - 五重塔
- 光明寺 - 二王門

神社建築
- 上賀茂神社 – 本殿、権殿
- 下鴨神社 - 東本殿、西本殿
- 北野天満宮 – 本殿、石の間、拝殿、楽の間（合1棟）
- 宇治上神社 – 本殿、拝殿
- 石清水八幡宮 – 本殿、摂社武内社本殿、瑞籬、幣殿及び舞殿、楼門、東門、西門、廻廊3棟（楼門東門間、楼門西門間、背面）

城郭建築
- 二条城 – 二の丸御殿（御車寄、遠侍、式台、大広間、蘇鉄之間、黒書院、白書院）
- 豊国神社 – 唐門

茶室
- 妙喜庵 - 待庵

- 西本願寺
- 三十三間堂
- 北野天満宮
- 豊国神社

#### 国の名勝
国の特別名勝
- 天橋立（宮津市）
- 大仙院書院庭園（京都市）
- 大徳寺方丈庭園（京都市）
- 鹿苑寺（金閣寺）庭園（京都市）
- 龍安寺方丈庭園（京都市）
- 慈照寺（銀閣寺）庭園（京都市）
- 法金剛院青女滝 附 五位山（京都市）
- 天龍寺庭園（京都市）
- 二条城二之丸庭園（京都市）
- 金地院庭園（京都市）
- 本願寺大書院庭園（京都市）
- 西芳寺庭園（京都市）
- 醍醐寺三宝院庭園（京都市）
- 浄瑠璃寺庭園（木津川市）

- 天橋立
- 鹿苑寺
- 慈照寺
- 醍醐寺三宝院庭園

#### 重要伝統的建造物群保存地区
- 産寧坂（京都市）
- 上賀茂（京都市）
- 祇園新橋（京都市）
- 嵯峨鳥居本（京都市）
- 美山町 北（南丹市）
- 伊根浦（伊根町）
- 加悦（与謝野町）

- 上賀茂
- 祇園新橋
- 美山町 北
- 伊根浦

#### 重要文化的景観
- 宇治の文化的景観
- 宮津天橋立の文化的景観

#### 登録記念物
- 雲原砂防関連施設群

#### 重要文化財・史跡等
特別史跡
- 慈照寺庭園
- 鹿苑寺庭園
- 醍醐寺三宝院庭園

- 南禅寺三門
- 松尾大社本殿
- 石清水八幡宮
- 耳塚

#### 文化施設
府内に博物館とその類似施設は121ある。博物館・美術館等が相互に協力する組織に、京都市内博物館施設連絡協議会や京都府ミュージアムフォーラムがある。
博物館・美術館
- 京都国立博物館
- 京都国立近代美術館
- 京都市京セラ美術館
- 京都国際マンガミュージアム

### 公園等

#### 国立・国定公園・国営公園
- 国立公園
  - 山陰海岸国立公園
- 国定公園
  - 京都丹波高原国定公園
  - 丹後天橋立大江山国定公園
  - 若狭湾国定公園
  - 琵琶湖国定公園
- 国営公園
  - 淀川河川公園

- 山陰海岸国立公園
（後ヶ浜海岸の立岩）
- 丹後天橋立大江山国定公園
（大江山）
- 若狭湾国定公園
（舞鶴湾）
- 淀川河川公園

#### 府立自然公園
- 笠置山自然公園
- るり渓自然公園
- 保津峡自然公園

- 笠置山自然公園
- るり渓自然公園
- 保津峡自然公園

#### 府立都市公園
- 嵐山公園
- 嵐山東公園
- 鴨川公園
- 伏見港公園
- 洛西浄化センター公園
- 宇治公園
- 京都府立山城総合運動公園
- 天橋立公園
- 丹後海と星の見える丘公園
- 木津川運動公園
- 関西文化学術研究都市記念公園
- 京都府立丹波自然運動公園

- 京都府立山城総合運動公園
- 関西文化学術研究都市記念公園

#### 大型公園・動物園・植物園・水族館・遊園地
大型公園
動物園
- 京都市動物園（京都市左京区）
- 福知山市動物園（福知山市）

植物園
- 京都府立植物園（京都市左京区）
- 宇治市植物公園（宇治市）

水族館
- 京都水族館（京都市下京区）
- 丹後魚っ知館（宮津市）

遊園地・テーマパーク
- 東映太秦映画村（京都市右京区）
- 天橋立ビューランド（宮津市）
- ロゴスランド（城陽市）

- 梅小路公園
（京都水族館）
- 岡崎公園（京都市動物園）
- 宇治市植物公園
- 天橋立ビューランド

#### 恋人の聖地
- 高台寺
- 丹後王国「食のみやこ」

- 高台寺
- 丹後王国「食のみやこ」

### 祭事・行事
- 祇園祭
- 葵祭
- 時代祭
- 五山送り火
- 県祭り
- いごもり祭
- 大送神社の綱引き
- 牧山の松明
- あやべ水無月まつり
- 松尾寺の仏舞
- みなと舞鶴ちゃったまつり
- 城屋の揚松明
- 吉原の万灯籠
- 宮津祭
- こまねこまつり
- 伊根祭
- おべっさん

- 祇園祭
- 葵祭
- 時代祭1895年
- 五山送り火

## 地域別

### 京都市
- 北区 - 金閣寺（鹿苑寺）、今宮神社、大徳寺[7]、鴨川、上賀茂神社（賀茂別雷神社）、平野神社、光悦寺、しょうざん光悦芸術村、高麗美術館、古田織部美術館、きぬかけの路、船岡温泉、建勲神社、わら天神（敷地神社）、京都府立堂本印象美術館、立命館大学国際平和ミュージアム、雲林院、常照寺、等持院、正伝寺、船岡山、源光庵、今宮祭、葵祭、やすらい祭
- 上京区 - 京都御所、北野天満宮、京都御苑、京都仙洞御所、晴明神社、護王神社、水火天満宮、相国寺、承天閣美術館、茶道資料館、京菓子資料館、大将軍八神社、梨木神社、本満寺、上御霊神社、京都市歴史資料館、京都迎賓館、京都佛立ミュージアム、京都府立府民ホール アルティ、楽美術館、文化庁、上七軒、一条戻橋、妙顕寺、西陣織会館、京都市考古資料館、北村美術館、廬山寺、白峯神宮、大報恩寺（千本釈迦堂）、立本寺、妙蓮寺、本法寺、石像寺、宝鏡寺、妙覚寺、京都府庁旧本館、聖アグネス教会、平安女学院明治館、梅花祭
- 左京区 - 銀閣寺（慈照寺）、南禅寺[8]、平安神宮、下鴨神社（賀茂御祖神社）、京都市動物園、貴船神社、哲学の道、三千院、鞍馬寺、鞍馬山、京都市勧業館（みやこめっせ）、京都コンサートホール、京都府立植物園、京都府立陶板名画の庭、半木の道、瑠璃光院、永観堂（禅林寺）、京都府立図書館、寂光院、宝泉院、泉屋博古館、くらま温泉、京都市京セラ美術館、比叡山（叡山ロープウェイ、叡山ケーブルなど）、京都国立近代美術館、ロームシアター京都、岡崎神社、円光院、細見美術館、三宅八幡宮、京都大学総合博物館、岡崎公園、八大神社、修学院離宮、妙満寺、曼殊院、吉田神社、金戒光明寺、京都市国際交流会館、京都ギリシアローマ美術館、無鄰菴、鞍馬山霊宝殿、法然院、井村美術館、琵琶湖疏水記念館、蹴上インクライン、聖護院、熊野若王子神社、須賀神社、野村美術館、実光院、知恩寺、京都府立京都学・歴彩館、ガーデンミュージアム比叡、来迎院、金福寺、蓮華寺、由岐神社、真如堂（真正極楽寺）、藤井斉成会有鄰館、実相院、赤山禅院、宝が池公園（京都市宝が池公園運動施設球技場など）、国立京都国際会館、詩仙堂（丈山寺）、円光寺、葵祭、鞍馬の火祭、五山送り火、時代祭
- 中京区 - 二条城（元離宮二条城）、京都国際マンガミュージアム、錦市場、錦天満宮、京都文化博物館、壬生寺、新風館、六角堂（頂法寺）、誓願寺、蛸薬師堂（永福寺）、誠心院、京都芸術センター、河原町通、京都伝統工芸館、御金神社、本能寺、新京極通、キンシ正宗堀野記念館、梛神社、八木邸（新選組壬生屯所旧跡）、神泉苑、宝蔵寺、高瀬川、京都万華鏡ミュージアム 姉小路館、革堂（行願寺）、矢田寺、 京都市生涯学習総合センター（京都アスニー）、京都清宗根付館、島津創業記念資料館、アートコンプレックス1928（ギア専用劇場）、先斗町、京都ハリストス正教会、京都さくらよさこい、壬生六斎念仏踊り
- 東山区 - 清水寺、三十三間堂（蓮華王院）、京都国立博物館、八坂神社、東福寺、建仁寺、青蓮院、高台寺、安井金比羅宮、清水三年坂美術館、地主神社、知恩院、祇園、南座、泉涌寺、円山公園、粟田神社、智積院、六道珍皇寺、八坂の塔（法観寺）、京都祇園らんぷ美術館、よしもと祇園花月、四条大橋、長楽館、産寧坂、六波羅蜜寺、豊国神社、養源院、八坂庚申堂（金剛寺）、京都ゑびす神社、霊山歴史館、京都霊山護国神社、霊山観音、雲龍院、漢検漢字博物館・図書館（漢字ミュージアム）、並河靖之七宝記念館、方広寺、花見小路通、圓徳院、長楽寺、祇園祭、白朮祭、粟田大燈呂
- 下京区 - 京都駅、京都タワー、京都鉄道博物館、西本願寺（龍谷山本願寺）、京都水族館、東本願寺（真宗本廟）、梅小路公園、龍谷ミュージアム、角屋もてなしの文化美術館、京の食文化ミュージアム・あじわい館、京都劇場、五条大橋、平等寺、市比賣神社、京都市学校歴史博物館（旧梅小路蒸気機関車館）、渉成園（枳殻邸）、興正寺、佛光寺、西陣織あさぎ美術館、風俗博物館、若一神社、京都音楽博覧会
- 南区 - 東寺（教王護国寺）、六孫王神社、城興寺、京都市市民防災センター、吉祥院天満宮
- 右京区 - 渡月橋、天龍寺、嵐山公園、亀山公園、愛宕念仏寺、龍安寺、仁和寺、東映太秦映画村、嵯峨野トロッコ列車、大河内山荘、京都市西京極総合運動公園（京都アクアリーナ、わかさスタジアム京都など）、野宮神社、竹林の小径、福田美術館、妙心寺[9]、愛宕神社、車折神社、大覚寺、嵯峨嵐山文華館（旧時雨殿）、広隆寺、化野念仏寺、高山寺、清凉寺（嵯峨釈迦堂）、御髪神社、天神川、神護寺、京都嵐山オルゴール博物館、西院春日神社、祇王寺、蚕ノ社（木嶋坐天照御魂神社）、長福寺、常寂光寺、落柿舎、西明寺、愛宕山、嵐山-高雄パークウエイ、ジオラマ・京都・JAPAN、常照皇寺、檀林寺、二尊院、清滝川、嵐山温泉、キモノフォレスト、梅宮大社、斎宮行列
- 伏見区 - 伏見稲荷大社、城南宮、京都競馬場、御香宮神社、寺田屋、伏見の日本酒醸造関連遺産（月桂冠大倉記念館、松本酒造酒蔵など）、キザクラカッパカントリー、京都府総合見本市会館（京都パルスプラザ）、藤森神社、安楽寿院、石峯寺、伏見港公園、伏見十石舟、醍醐寺、淀城、京都市青少年科学センター、京エコロジーセンター（京都市環境保全活動センター）、伏見城、伏見桃山陵、羽束師坐高御産日神社、京都芸術花火
- 山科区 - 毘沙門堂、勧修寺、大乗寺、随心院、本圀寺、日向大神宮、大石神社、将軍塚、阿含の星まつり
- 西京区 - 鈴虫寺（華厳寺）、桂離宮、苔寺（西芳寺）、嵐山、松尾大社、嵐山モンキーパークいわたやま、櫟谷宗像神社、法輪寺、勝持寺、善峯寺、十輪寺、金蔵寺、地蔵院、正法寺、大原野神社、三ノ宮神社

- 桂離宮
- 二条城唐門
- 京都御所
- 平安神宮

### 乙訓
- 向日市 - 向日神社
- 長岡京市 - 長岡天満宮、光明寺、柳谷観音（楊谷寺）、サントリー京都ビール工場、勝龍寺、乙訓寺
- 大山崎町 - アサヒビール大山崎山荘美術館、小倉神社、宝積寺、妙喜庵、天王山

- 光明寺
- 長岡天満宮

### 山城北
- 宇治市 - 平等院、宇治橋、宇治上神社、宇治神社、三室戸寺、宇治市源氏物語ミュージアム、京都府立宇治公園、天ヶ瀬ダム、興聖寺、宇治の文化的景観、宇治神社前ポケットパーク、宇治川ライン、平等院鳳翔館、萬福寺、京都府立山城総合運動公園、十三重石塔、恵心院、縣神社、宇治市植物公園、地蔵院、宇治川畔の桜並木、白山神社、ニンテンドーミュージアム、県祭り、京都大作戦
- 城陽市 - 正道官衙遺跡、鴻ノ巣山運動公園、文化パルク城陽、ロゴスランド、水度神社、平川廃寺跡
- 京田辺市 - 一休寺（酬恩庵）、白山神社、月讀神社、観音寺
- 八幡市 - 石清水八幡宮、さくらであい館、やわた流れ橋交流プラザ四季彩館、石清水八幡宮参道ケーブル、淀川河川公園、男山、正法寺、飛行神社、石清水祭
- 久御山町 - 上津屋橋、コカ・コーラボトラーズジャパン 京都工場
- 井手町 - 大正池
- 宇治田原町 - 正寿院、大滝、猿丸神社、永谷宗円生家

- 平等院
- 月讀神社
- 石清水八幡宮
- 上津屋橋

### 山城南
- 木津川市 - 海住山寺、浄瑠璃寺、松尾神社、岩船寺、木津川、西明寺、御霊神社
- 笠置町 - 笠置山、笠置キャンプ場、笠置温泉、笠置寺、笠置灯ろう流し
- 和束町 - 和束の茶畑、金胎寺、正法寺
- 精華町 - けいはんなプラザ、けいはんな記念公園、来迎寺、春日神社、極楽寺、いごもり祭
- 南山城村 - 童仙房・高尾・田山・今山の茶畑、道の駅お茶の京都みなみやましろ村、月ヶ瀬湖、高山ダム、諏訪神社、恋志谷神社、レイクフォレストリゾート

- 海住山寺

### 南丹
- 亀岡市 - サンガスタジアム by KYOCERA、愛宕神社、平和台公園、亀山城、出雲大神宮、湯の花温泉、鍬山神社、夢コスモス園、保津峡、保津川下り、穴太寺、七谷川、薭田野神社、亀岡平和祭保津川市民花火大会、亀岡祭
- 南丹市 - かやぶきの里・北村（美山かやぶき美術館など）、るり渓温泉、日吉ダム、るり渓、大野ダム、春日神社、九品寺、深山、大山祇神社、道の駅美山ふれあい広場、道の駅スプリングスひよし、大送神社の綱引き、やぎの花火大会、牧山の松明、田原の御田
- 京丹波町 - 琴滝、京都府立丹波自然運動公園、質志鍾乳洞、道の駅京丹波 味夢の里、道の駅和、道の駅丹波マーケス、道の駅瑞穂の里・さらびき

- 保津峡
- 質志鍾乳洞

### 中丹
- 福知山市 - 福知山城、福知山市動物園、天岩戸神社、三段池公園、御霊神社、福知山温泉、福知山鉄道館ポッポランド、長安寺、日本の鬼の交流博物館、一宮神社、皇大神社、豊受大神社、宝山、才ノ神の藤、道の駅農匠の郷やくの、福知山ドッコイセまつり、額田のダシ行事
- 綾部市 - グンゼ記念館、光明寺、綾部ふれあい牧場、安国寺、あやべ温泉、あやべ水無月まつり
- 舞鶴市 - 舞鶴赤レンガ倉庫群、赤れんが博物館、舞鶴港とれとれセンター、舞鶴港遊覧船、田辺城、舞鶴公園、舞鶴引揚記念館、松尾寺、五老岳、五老スカイタワー、金剛院、吉田のしだれ桜、海軍記念館、舞鶴つつじまつり、松尾寺の仏舞、まいづる細川幽斎田辺城まつり、みなと舞鶴ちゃったまつり、赤煉瓦サマー・ジャズin舞鶴、まち遊びフェスティバル、城屋の揚松明、吉原の万灯籠、まいづる魚まつり、赤れんがフェスタ

- 福知山城
- グンゼ記念館
- 舞鶴赤レンガ倉庫群
- 吉田のしだれ桜

### 丹後
- 宮津市 - 天橋立、天橋立ビューランド、傘松公園、籠神社、智恩寺、真名井神社、成相寺、丹後魚っ知館、金引の滝、天橋立温泉、天橋立神社、由良川、天橋立海水浴場、カトリック宮津教会、磯清水、宮津城、宮津祭
- 京丹後市 - 琴引浜、夕日ヶ浦、立岩、経ヶ岬、久美浜湾、丹後松島、屏風岩、岩屋寺、久美浜温泉、久美浜シーサイド温泉、豪商 稲葉本家、小天橋・葛野浜海水浴場、東山公園、琴引浜鳴き砂文化館、かぶと山公園、夕日ヶ浦温泉、道の駅丹後王国「食のみやこ」、道の駅てんきてんき丹後、こまねこまつり、間人けんか屋台、丹波の芝むくり
- 伊根町 - 伊根の舟屋、伊根湾、伊根祭、おべっさん
- 与謝野町 - ちりめん街道、丹後ちりめん歴史館、与謝野町ひまわりフェスティバル、加悦谷祭

- カトリック宮津教会
- 琴引浜
- 伊根湾